# ملعب الإنكا غارسيلاسو دي لا فيغا
ملعب الإنكا جارسيلاسو دي لا فيغا، المعروف بإسم ملعب جارسيلاسو هو الملعب الرئيسي في مدينة كوسكو والمكان الرئيسي لفريق كرة القدم المحلي سينسيانو. تم تسمية الملعب بإسم المستيزو البيروفي إنكا جارسيلاسو دي لا فيغا و افتتح عام 1958، بسعة أولية تبلغ 30,000 متفرج. وهو مملوك من قبل معهد بيروانو ديل ديبورتي ( المعهد البيروفي للرياضة).
تمت الزيادة في سعة المتفرجين بعد اختياركونميبول مدينة بيرو لإستضافة كوبا أميريكا 2004، مما دفع الحكومة البيروفية إلى الإستثمار في برنامج ترميم لملاعبها بقيمة خمسة ملايين دولار، بما في ذلك ملعب جارسيلاسو دي لا فيغا. كلف تجديده حوالي 1,720,000 دولار، مما ساعد على زيادة سعته الرسمية إلى 42,056 متفرجاً. انتهى الإستاد بإستضافة مباراة المركز الثالث في كوبا أميريكا 2004. و بفضل هذا الحدث، استقبلت مدينة كوسكو عدداً من السيّاح أكثر مما كانت تستقبله كأفضل وجهة سياحية في بيرو.
يُعرف ملعب جارسيلاسو دي لا فيغا أيضاً بأنه أحد أجمل الملاعب في جميع أنحاء أمريكا الجنوبية. يرجع هذا التمييز إلى عشب هذا الملعب الذي يتم صيانته جيداً و مقاومته للمناخ الشديد المتغير في بعض الأحيان لمدينة كوسكو. التّعجب من جمال الإستاد الدائم حتى بعد التغيرات المناخية الشديدة هو ما يلهم معلقي كرة القدم و الزوار على حدٍ سواء.
الملعب حالياً موطن لثلاثة أندية لكرة القدم. أول ناديين منذ الخمسينينات هما سيينسيانو الدرجة الأولى من الدوري البيروفي  و ديبورتيفو جارسيلاسو من كأس بيرو و الثالث هو نادي كوسكو لكرة القدم، و هو أيضاً من الدرجة الأولى من الدوري البيروفي.

## معرض الصور

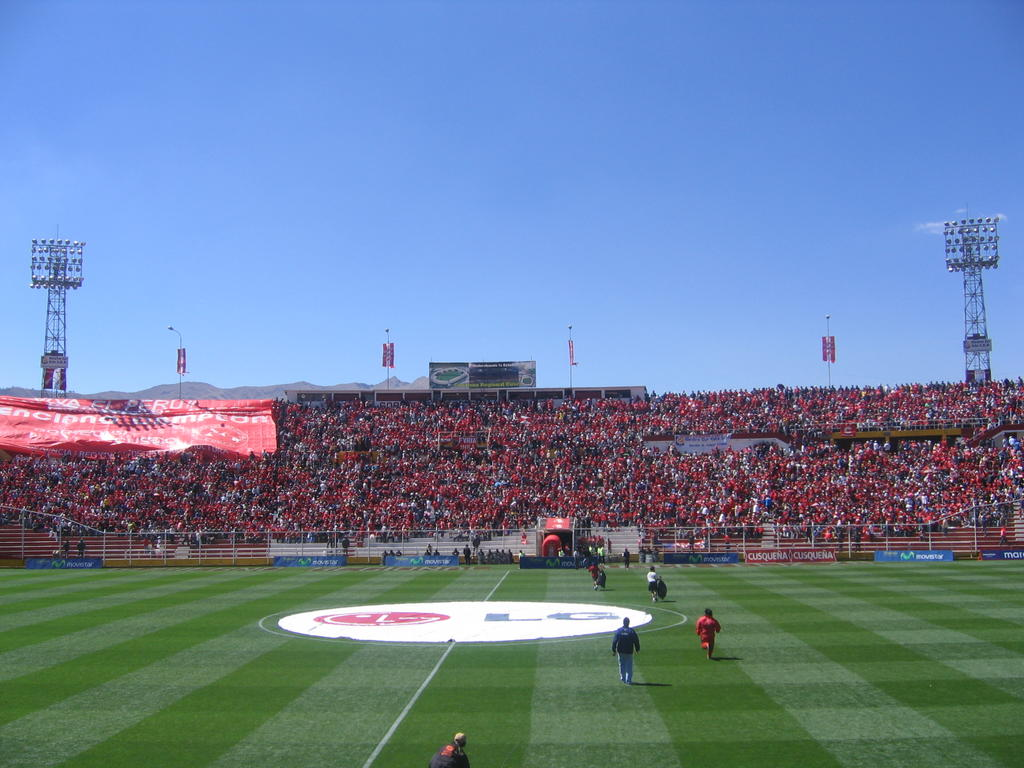
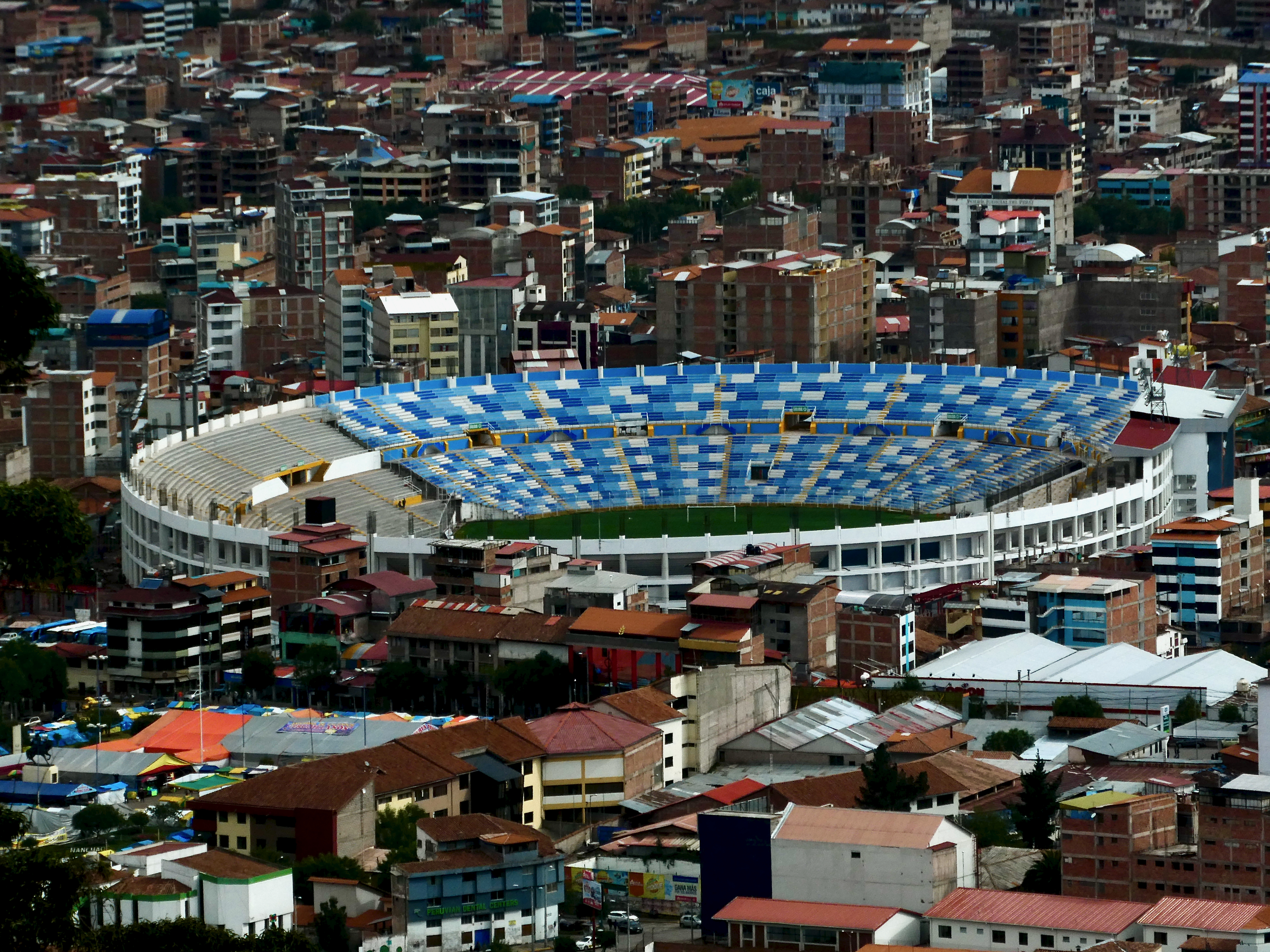
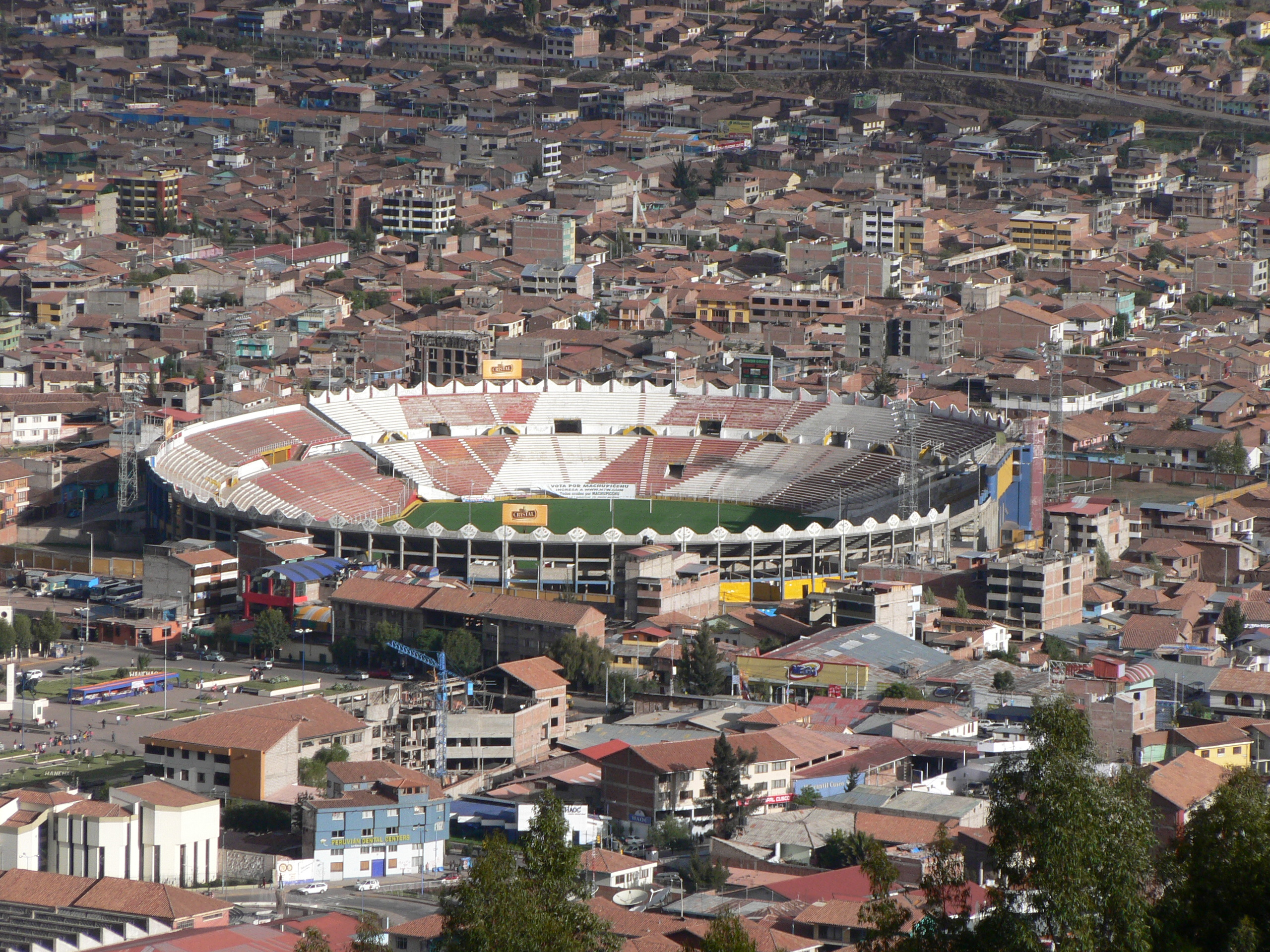

## انظر أيضاً
منتخب بيرو لكرة القدم

## الروابط الخارجية
- الإتحاد البيروفي لكرة القدم ( بالإسبانية)

1. ↑  PERU.COM, NOTICIAS (12 Apr 2014). "¿Reabrirán el estadio Garcilaso del Cusco? | FUTBOL". Peru.com (بالإسبانية). Archived from the original on 2022-12-13. Retrieved 2022-12-13.